# Refugio Margherita
El refugio Reina Margherita (en italiano Capanna Regina Margherita) es un refugio de montaña guardado situado en los Alpes, en la frontera entre Suiza e Italia. Está ubicado en la cima del Signalkuppe, una de las cumbres más altas del macizo del Monte Rosa. Su altitud es de 4.549 metros, siendo así el refugio más alto de Europa.
Fue inaugurado el 18 de agosto de 1893 por la reina Margherita y es propiedad del Club Alpino Italiano. Durante todo el año hay una sala abierta donde caben diecinueve personas, y entre junio y mediados de septiembre está abierta la totalidad del refugio, aumentando su capacidad a setenta. Este refugio es muy usado por montañeros que hacen ascensiones y travesías por las cimas del macizo del Monte Rosa.